# La vie passe
La vie passe – singel Emmanuela Moire wykonywany wspólnie z Cathialine Andrią, pochodzący z musicalu Le Roi Soleil i promujący album o tym samym tytule. Singel został wydany 30 marca 2006 nakładem Warner Music. Utwór jest przedostatnią kompozycją, zamykającą akt II musicalu.
Singel notowany był na 28. miejscu zestawienia Top Singles & Titres we Francji.

## Lista utworów
- Promo, digital download[1]

1. „La vie passe” (oraz Cathialine Andria) – 4:05

## Pozycja na liście sprzedaży
| Kraj    | Notowanie (2006)     | Najwyższa pozycja |
| ------- | -------------------- | ----------------- |
| Francja | Top Singles & Titres | 28                |